# Hans Zanotelli
Hans Robert Zanotelli (* 23. August 1927 in Cronenberg, Kreis Mettmann; † 12. Juli 1993 in Stuttgart) war ein deutscher Dirigent und Generalmusikdirektor. Er war u. a. Chefdirigent der Stuttgarter Philharmoniker.

## Leben und Werk
Hans Zanotelli erlernte als Kind vor allem autodidaktisch das Spielen von Violine und Klavier und wurde bereits als Vierzehnjähriger zum Musikstudium in Köln zugelassen, wo er von 1942 bis 1944 an der Musikhochschule studierte. Sein Lehrer im Fach Dirigieren war Hans Swarowsky.
Zanotelli begann seine Karriere als Korrepetitor an den Theatern Remscheid-Solingen. Mit 24 Jahren wurde er 1951 Kapellmeister in Düsseldorf, anschließend wechselte er an die Häuser in Bonn (1954 I. Kapellmeister) und Hamburg (1955, berufen durch Günther Rennert). 1957 wurde er als Generalmusikdirektor durch Gustav Rudolf Sellner nach Darmstadt berufen. Mit 30 Jahren war er damals einer der jüngsten GMDs in Deutschland. Zanotelli war evangelisch und heiratete 1960 Ingeborg Schlösser, mit der er die Söhne Peter und Mario bekam. Im Jahr 1963 ging er als Chefdirigent und stellvertretender Intendant nach Augsburg. Daneben dirigierte er an der Deutschen Oper Berlin, an der Bayerischen Staatsoper München und an weiteren Häusern und Festivals. Im Jahr 1969 erschien seine Bearbeitung von Hans Pfitzners Oper Palestrina für reduziertes Orchester. 1971 wurde Zanotelli zum Chefdirigenten der Stuttgarter Philharmoniker (= GMD der Landeshauptstadt Stuttgart) und des Philharmonia-Vocalensembles (mit Verpflichtung an der Württemberger Staatsoper) ernannt.
Als Gast dirigierte Zanotelli 1966 und 1967 auch Konzerte des Niedersächsischen Symphonie-Orchester Hannover. 1977 wurde Zanotelli zum Professor ernannt, 1984 erhielt er das Bundesverdienstkreuz. Ab der Spielzeit 1985/1986 war er Generalmusikdirektor der Landeshauptstadt Kiel in Schleswig-Holstein und damit für die Oper Kiel und das Philharmonische Orchester der Stadt Kiel verantwortlich. 
Zanotelli, der auch als Gastdirigent im In- und Ausland (unter anderem in Japan) tätig war, musste seine Karriere 1987 aus gesundheitlichen Gründen beenden. 
Zanotelli war seit dem 3. Oktober 1960 mit Ingeborg Charlotte Therese geb. Schlösser verheiratet. Die Eheschließung fand in Darmstadt statt. Hans Zanotelli starb am 12. Juli 1993 um 21:00 Uhr im Katharinenhospital in der Kriegsbergstraße 60 in Stuttgart im Alter von 65 Jahren. Er wohnte zuletzt Am Kochenhof 58 in Stuttgart. Er war evangelischer Konfession.
Er ist in Wuppertal-Cronenberg begraben. Die Grabstätte auf dem Evangelischen Friedhof Solinger Straße wurde 2020 aufgelassen. In Cronenberg wurde eine Straße nach Hans Zanotelli benannt.

## Trivia
Der Produzent Alfred Scholz veröffentlichte zahllose Tonaufnahmen mit einem von ihm als Süddeutsche Philharmonie benannten Orchester, darunter viele mit fiktiven Dirigentennamen, aber auch solche mit Angabe des Dirigenten Zanotelli. Es wird teilweise angezweifelt, ob die betreffenden Aufnahmen der Süddeutschen Philharmonie tatsächlich von Zanotelli dirigiert wurden.
Gesicherte Schallplatten-Einspielung: 
Georges Bizet: Te Deum. Francis Poulenc: Gloria in G Major. Kari Lövaas, Soran; Siegfried Jerusalem, Tenor. Philharmonia Vocal Ensemble (Stuttgart), Stuttgarter Philharmoniker; Dirigent: Hans Zanotelli. Candide VOX, QCE 31104 ©1978 bzw. MEDIAPHON 22.332 (1993). 
Ludwig van Beethoven, Konzert für Klavier und Orchester Nr. 4 G-Dur op. 58 (Saphir, Intercord Klassische Diskothek INT 120.933). Ernst Gröschel, Klavier; Philharmonisches Orchester Bamberg, Dirigent: Hans Zanotelli (©1980).
Eugen d’Albert, Tiefland. Gesamtaufnahme in deutscher Sprache. Ariola, München (©1964) bzw. eurodisc 353 240 'The Opera Series' (©1988). Gerd Feldhoff, Ivan Sardi, Ernst Krukowski, Isabell Strauss, Martha Musial, Alice Oelke, Margarete Klose, Angelika Fischer, Rudolf Schock, Karl-Ernst Mercker, Der Rias-Chor, Berliner Symphoniker, Berlin Symphony Orchestra, Dirigent: Hans Zanotelli.